# 1,1,2-Tricloroetà
L'1,1,2-tricloroetà, o 1,1,2-TCA, és un dissolvent organoclorat amb la fórmula molecular C2H3Cl3. Pertany al grup dels organoclorats i dels hidrocarburs alifàtics. És un líquid transparent, amb una olor dolça que no es dissol en l'aigua, però és soluble en la majoria dels dissolvents orgànics. És un isòmer de 1,1,1-tricloroetà. S'empra com a dissolvent i com a intermediari en la síntesi de l'1,1-dicloroetà. És un depressor dels sistema nerviós central, la inhalació del qual pot provocar mareig, nàusees, mal de cap, dificultat per respirar i inconsciència.

## Propietats
A temperatura ambient és un líquid transparent, insoluble dins l'aigua i un poc més dens. Presenta una olor dolça que s'assembla a la del cloroform. Té el punt de fusió als –37 °C i bull als 110 °C. El seu vapor és molt més dens que l'aire (4,61 vegades). Amb forta il·luminació o temperatures elevades aquest compost comença a descompondre, produint diversos composts de clor (p. ex. clorur d'hidrogen, fosgen).

## Producció
Aquest compost normalment apareix com a intermedi en la producció d'altres organoclorats. S'obté amb una reacció de gas d'acetilè amb una mescla d'àcid clorhídric i clor en la presència d'un catalitzador o amb l'halogenació d'etilè seguit de l'halogenació de l'intermediari 1,2-dicloroetà.

## Usos

Irritant

L'1,1,2-tricloroetà s'empra principalment per fer la síntesi de 1,1-dicloroetè, però també s'empra a adhesius i resines; com a solvent dins la manufactura farmacèutica; com a solvent a greixos, resines naturals i alcaloides.

## Toxicitat

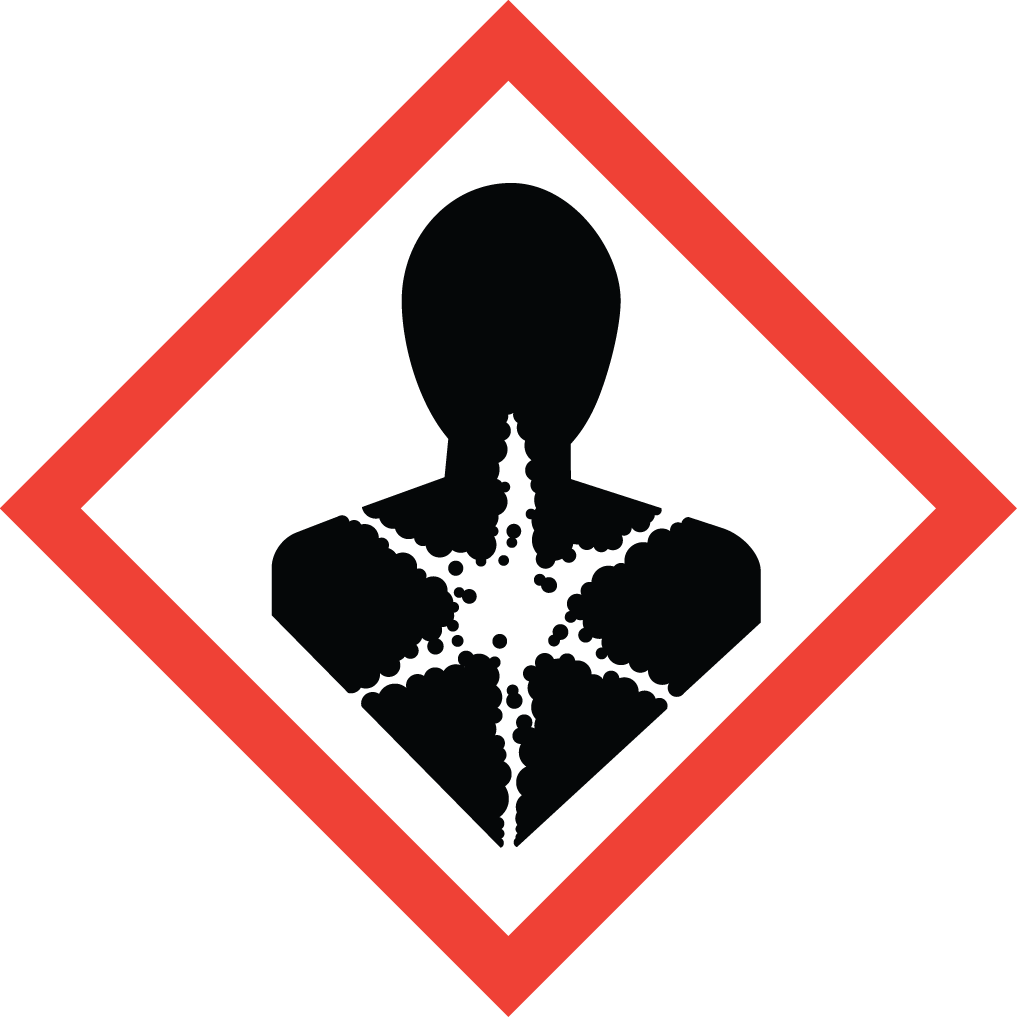
Risc per a la salut

La inhalació, la ingesta i el contacte físic amb l'1,1,2-tricloroetà poden causar danys. És un irritant respiratori i ocular. Encara que no existeixin estudis definitius, s'hauria de considerar un carcinogen, com que evidències del laboratori suggereixen que hidrocarburs clorats amb una baixa massa molecular podrien ser carcinogènics.